# Roberto Carcelén
Roberto Carcelén (* 8. September 1970 in Lima) ist ein ehemaliger peruanischer Skilangläufer.
Carcelén nahm von 2008 bis 2014 vorwiegend an der US Super Tour und am Nor-Am-Cup teil. Seine beste Platzierung bei den nordischen Skiweltmeisterschaften 2009 in Liberec war der 126. Platz im Sprint. Bei den Olympischen Winterspielen 2010 in Vancouver erreichte er den 94. Platz über 15 km Freistil. Sein bestes Resultat bei den nordischen Skiweltmeisterschaften 2013 im Val di Fiemme war der 121. Rang im Sprint. Bei den Olympischen Winterspielen 2014 in Sotschi belegte er den 87. Platz über 15 km klassisch.